# Хонтерус, Йоханнес
Йоханнес Хонтерус (латинизированное Ioannes Honterus от нем. Johannes Honter) (1498 год, Кронштадт, Румыния — 23 января 1549 года, там же) — транссильванский учёный и теолог немецкого происхождения. Известен своими работами в области картографии Трансильвании. Инициатор Реформации среди немецких общин региона.

## Биография
Родился в Брашове (ныне в составе Румынии). Обучался в Венском университете с 1520 по 1525 год, где получил степень магистра искусств. С началом Османской осады Вены переехал в Регенсбург, а затем в Краков, где был зарегистрирован в Ягеллонском университете. В Кракове он опубликовал свою первую книгу — учебник по латинском грамматике и космографии.

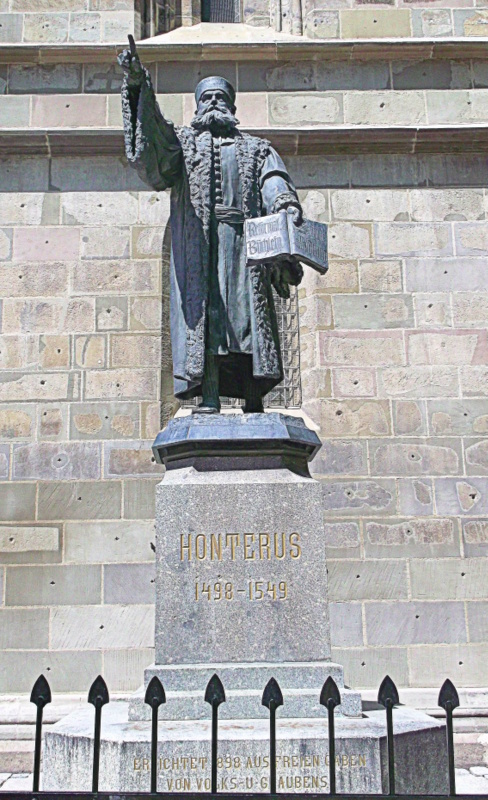
Памятник в Брашове

С 1530 по 1532 год жил в Базеле, где занимался созданием гравюр на дереве. В том числе им были созданы две карты звёздного неба. В тот же период времени он неоднократно бывал в Трансильвании для сбора материала, которая была затем использована при создании карты региона. Хонтерус сам гравировал карту и напечатал её в Базеле. Единственный сохранившийся экземпляр карты в настоящее время находится в Национальной библиотеке Венгрии — учёный был недоволен своей работой и даже пытался вернуть все экземпляры, разосланные им друзьям и учёным. Тем не менее эта карта оставалась лучшим описанием региона вплоть до начала XVIII века.
В 1533 году вернулся в Кронштадт. К этому времени он стал последователем лютеранства, которое начал активно проповедовать в Трансильвании. Хонтерус активно занимался просветительской деятельностью — он реорганизовал местную школу (существующую до настоящего времени под названием «Школа Йоханнеса Хонтеруса») и создал типографию, в которой публиковал лютеранскую литературу. Так же способствовал созданию в регионе фабрики по производству бумаги.
В 1542 году в Брашове учёный напечал новую версию своего учебника по космографии — Rudimenta Cosmographica. Текст учебника имел стихотворную форму, так как Хонтерус предполагал, что это поможет студентам запомнить содержание книги. Для данного издания учёный собственноручно выгравировал 13 карт, включавших все известные на то время части мира. Книга была столь удачной, что выдержала 39 переизданий, в том числе в Цюрихе, Антверпене, Базеле, Ростоке, Праге и Кёльне. Последнее издание было в 1602 году, однако отдельные разделы включались в другие книги вплоть до 1692 года.
Йоханнес Хонтерус умер 23 января 1549 года в родном городе.